# Castelmoron-sur-Lot
Castelmoron-sur-Lot [kastɛlmɔʁɔ̃ syʁ lɔt] ist eine französische Gemeinde mit 1830 Einwohnern (Stand 1. Januar 2022) im Département Lot-et-Garonne in der Region Nouvelle-Aquitaine. Sie gehört zum Kanton Tonneins und zum Arrondissement Marmande.

## Geografie
Castelmoron-sur-Lot liegt am Unterlauf des Flusses Lot, etwa 25 Kilometer von seiner Einmündung in die Garonne, bei Aiguillon, entfernt. Knapp oberhalb von Castelmoron wurde Ende der 1990er-Jahre eine neue Wehranlage mit einer Stauhöhe von zehn Metern errichtet, wodurch sich oberhalb des Wehres ein großer Stausee gebildet hat, der von den anliegenden Gemeinden für den Wassertourismus genutzt wird. Auch die Gemeinde Castelmoron hat die Freizeitanlage Port Lalande errichtet, wo nun eine Marina für Sport- und Hausboote, sowie ein Feriendorf besteht.

## Geschichte
- An einem feuchten und sumpfigen Ort, genannt „Mauron“, nahe einer Flussschlinge des Lot, wurde zunächst ein Kloster gegründet, um das sich die erste Besiedlung niederließ. Im 13. Jahrhundert trug der um das Schloss entstandene Ort bereits den Namen Castelmoron (Schloss der Sümpfe).

- Am Anfang des Hundertjährigen Krieges, wurde die Stadt dank einer Finte von den englischen Truppen des Grafen de Derby eingenommen. Dieser übergab sie an Chevalier de Caumont, der sich vor Ort befand. Die Lehensherrschaft blieb dieser Familie bis Mitte des 17. Jahrhunderts. Im Jahre 1435 wurde die Stadt von den Franzosen wieder eingenommen und seine Befestigungen geschleift.

- Im 16. Jahrhundert wurde Castelmoron einer der calvinistischen Wegbereiter im Agenais. Seine reformierte Kirche wurde 1559 gegründet. Dank einer zwischen Katholiken und Protestanten 1609 getroffenen Vereinbarung wurde ihr Tempel während der Religionskriege verschont, dann aber zuerst verboten und 1693 zum Abbruch freigegeben. Der Widerruf des Ediktes von Nantes (am 18. Oktober 1685) provozierte die Auswanderung einer großen Zahl von Protestanten.

- 1668 ging die Lehnsherrschaft von Castelmoron auf die Familie Belsunce über. Einer der Nachfahren dieser Familie, Henri François-Xavier de Belsunce-Castelmoron, sollte später als Bischof von Marseille während der Pest im Jahre 1720 aufopfernd tätig werden.

- Im 18. Jahrhundert gewann die Schifffahrt auf dem Lot zunehmend an Bedeutung. Zahlreiche Schiffe verließen den Hafen von Castelmoron und beförderten Wein und Mehl nach Bordeaux und von dort in den Norden Europas und auf die französischen Antillen. Aber ab dem Ende des 18. Jahrhunderts beendete der Verlust der Kolonien von Amerika diesen Handelshorizont endgültig.

- Die Stadt Castelmoron überstand ohne Schaden die revolutionäre Periode. Am Anfang der Ersten Republik wurde ein Einwohner von Castelmoron wegen seines Muts und seiner Kühnheit berühmt. Am 12. April 1805 griff Pierre Alexander Marauld Dupon, Kommandant des Korsaren-Schiffes „La Représaille“, vor Santander einen englischen Schoner an, der ihm an Kraft überlegen war, und schlug ihn in die Flucht. Er erhielt den Spitznamen „Freibeuter des Agenais“.

- Die unter der Juli-Monarchie begonnene Wirtschaftsexpansion provozierte in der zweiten Hälfte des 19. Jahrhunderts tiefe Veränderungen, die Castelmoron ein neues Gesicht im Gegensatz zu seiner ehemaligen mittelalterlichen Gestalt gaben. 1845 wurde eine Hängebrücke über den Lot gebaut, wobei die alte Kirche aus dem 13. Jahrhundert abgerissen wurde. Die neue Kirche (die gegenwärtige) wurde 1852 an Stelle des ehemaligen Friedhofs erbaut.

- Um diese Zeit wurde das alte Schloss von seinem neuen Besitzer Félix Solar, Sohn einer Familie portugiesisch-jüdischen Ursprungs, völlig verändert. Die neue Architektur, die zahlreiche Holzkonstrukte (Galerien und Balkone) enthält, erhielt ihre Inspiration von der Alhambra in Granada und der Moschee von Córdoba und ahmt darin das maurische Kasino von Arcachon nach. Das Schloss Solar wurde 1902 vom Gemeindevorstand gekauft und als Rathaus der Stadt verwendet.

- 1934 wurde die alte Hängebrücke durch die damals hochmoderne Lotbrücke Castelmoron ersetzt.

### Bevölkerungsentwicklung
| Jahr      | 1962 | 1968 | 1975 | 1982 | 1990 | 1999 | 2008 | 2018 |
| Einwohner | 1528 | 1547 | 1444 | 1527 | 1662 | 1664 | 1761 | 1756 |

Quellen: Cassini und INSEE

## Sehenswürdigkeiten
- Schloss Solar
- Kirche Saint-Hilaire
- Port Lalande

## Persönlichkeiten
- Félix Solar, letzter Schlossherr